# Tharandt

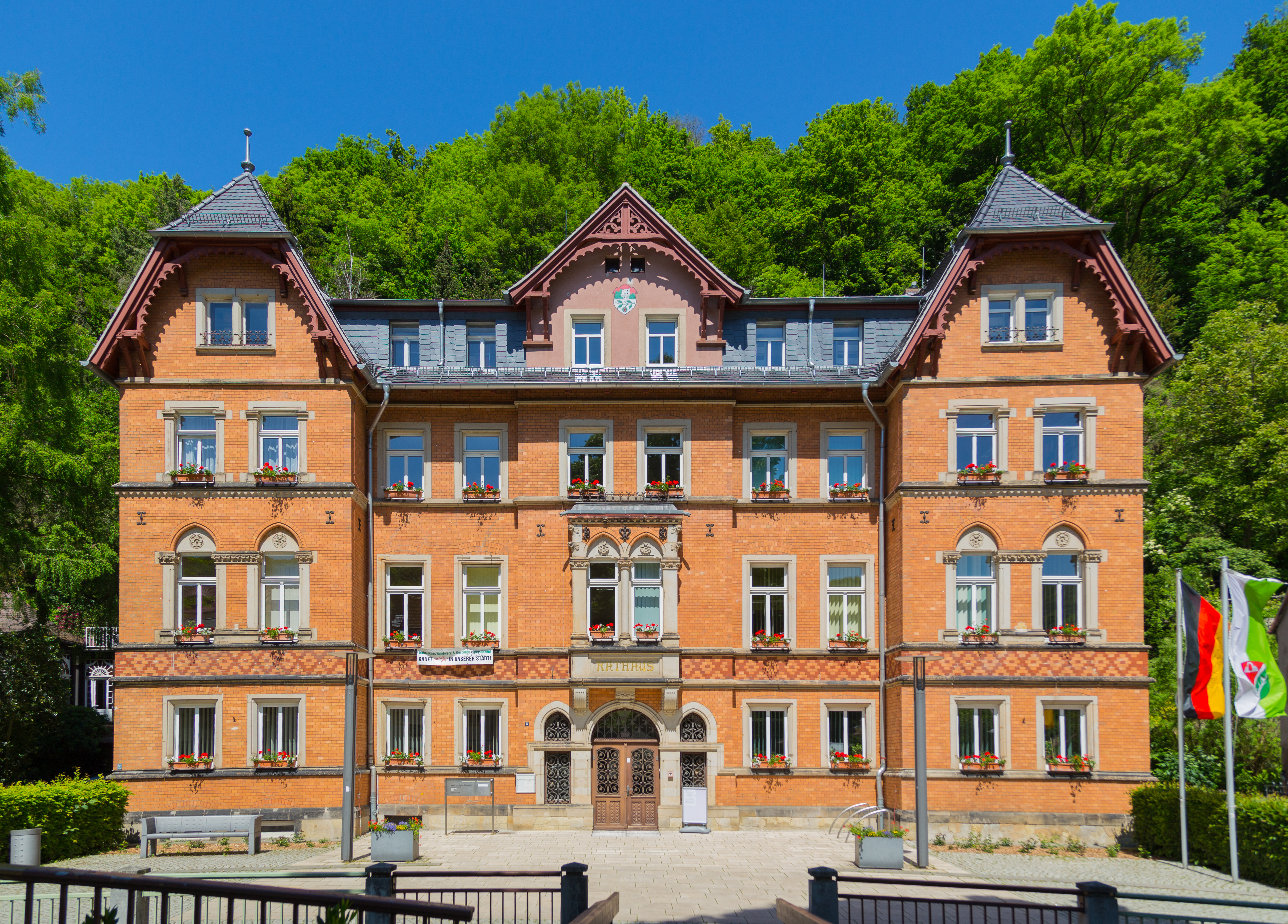
Denkmalgeschütztes Rathaus von Tharandt

Tharandt ist eine Kleinstadt im sächsischen Landkreis Sächsische Schweiz-Osterzgebirge. Sie entstand in ihrer derzeitigen Ausdehnung durch den Zusammenschluss der Gemeinden Kurort Hartha, Pohrsdorf und der Stadt Tharandt im Zuge der sächsischen Gemeindegebietsreform am 1. Januar 1999, ist Sitz der Verwaltungsgemeinschaft Tharandt und liegt an der Wilden Weißeritz bzw. am Tharandter Wald, südwestlich von Freital (5 km) und Dresden (13 km), östlich von Freiberg (18 km), südlich von Meißen (22 km) sowie nordwestlich von Dippoldiswalde (12 km).

## Geographie

### Nachbargemeinden
Angrenzende Gemeinden im Landkreis Sächsische Schweiz-Osterzgebirge sind Dorfhain, die Stadt Freital, Klingenberg und die Stadt Wilsdruff. Im westlich gelegenen Landkreis Mittelsachsen grenzen Bobritzsch-Hilbersdorf und Halsbrücke an.

### Stadtgliederung
Die Stadt Tharandt besteht aus sieben Ortsteilen und vier Ortschaften:
- Kurort Hartha
  - Fördergersdorf
  - Grillenburg
  - Spechtshausen
- Tharandt
- Großopitz
- Pohrsdorf

Kurort Hartha, Fördergersdorf, Grillenburg, Pohrsdorf und Spechtshausen sind staatlich anerkannte Erholungsorte.

## Politik

### Stadtrat
Seit der Stadtratswahl am 9. Juni 2024 verteilen sich die 18 Sitze des Stadtrates folgendermaßen auf die einzelnen Gruppierungen:
- GdZ: 2
- FWG: 5
- FDP: 1
- CDU: 5
- AfD: 5

| Liste                     | 2024   | 2024   | 2019   | 2019   | 2014   | 2014   |
| Liste                     | Sitze  | in %   | Sitze  | in %   | Sitze  | in %   |
| ------------------------- | ------ | ------ | ------ | ------ | ------ | ------ |
| AfD                       | 5      | 29,0   | 3      | 19,7   | –      | –      |
| Freie Wählergemeinschaft  | 5      | 28,8   | 8      | 40,1   | 9      | 44,5   |
| CDU                       | 5      | 25,4   | 4      | 20,3   | 6      | 29,3   |
| Bürgerliste GRÜN der ZEIT | 2      | 12,7   | 2      | 12,6   | 1      | 9,7    |
| FDP                       | 1      | 4,1    | –      | 1,8    | 1      | 7,1    |
| SPD                       | –      | –      | 1      | 5,5    | 1      | 9,4    |
| Wahlbeteiligung           | 77,0 % | 77,0 % | 75,4 % | 75,4 % | 59,7 % | 59,7 % |

### Bürgermeister und Ortsvorsteher
Seit dem Jahr 2006 ist Silvio Ziesemer (parteilos) Bürgermeister von Tharandt. Er wurde am 25. Juni 2006 bei einer Wahlbeteiligung von 48,28 % mit 71,59 % der abgegebenen Stimmen gewählt. Der bisherige Amtsinhaber war nicht wieder angetreten. Zur Wahl am 21. April 2013 wurde er nach dem vorläufigen Wahlergebnis bei einer Wahlbeteiligung von 62,7 % mit 54,6 % der abgegebenen Stimmen im Amt bestätigt. und 2020 mit 84,1 %.
Ortsvorsteher von Tharandt ist seit der letzten Kommunalwahl 2024 Peter Antoniewski (CDU), Ortsvorsteher von Kurort Hartha (mit Fördergersdorf, Grillenburg und Spechtshausen) ist André Kaiser (Freie Wählergemeinschaft), Ortsvorsteher von Pohrsdorf ist Uwe Stoll (CDU) und Ortsvorsteher von Großopitz ist Christoph Müller (Grün der Zeit).
| Wahl | Bürgermeister   | Vorschlag | Wahlergebnis (in %) |
| ---- | --------------- | --------- | ------------------- |
| 2020 | Silvio Ziesemer | Ziesemer  | 84,1                |
| 2013 | Silvio Ziesemer | Ziesemer  | 54,6                |
| 2006 | Silvio Ziesemer | Ziesemer  | 71,6                |

### Wappen
Das Tharandter Stadtwappen ersetzt seit Januar 2002 die Wappen der durch die sächsische Gemeindegebietsreform vereinigten drei Gemeinden Kurort Hartha, Pohrsdorf und Tharandt.
Blasonierung: „In Grün eine gestürzte eingeschweifte rote Spitze mit nach unten sich verjüngendem Silberbord, darin eine stilisierte symmetrische silberne Ruine, bestehend aus freistehendem romanischem Rundbogenportal mit Schwelle und beidseitigen halbhohen Mauerresten, vorne und hinten je eine nach außen gewendete aufgerichtete achtendige silberne Rothirschstange.“
Die Schilddreiteilung verdeutlicht die Stadtbildung aus den drei ehemaligen selbstständigen Gemeinden, allen gemeinsam die Farbe Grün des Tharandter Waldes und ihre Lage im Kerbtal, das durch die gestürzte Spitze dargestellt wird. Die Hirschstangen symbolisieren den Wildreichtum des Tharandter Waldes, dessen gesundheitsfördernde Wirkung und die Verbundenheit mit der forstlichen Lehranstalt in Tharandt. Das stilisierte silberne Gemäuer in der Spitze steht für geschichtliche Bauten wie die Burgruine Tharandt und andere in der Region.
| Jahr      | 1834 | 1890 | 1910 | 1925 | 1939 | 1946 | 1964 | 1970 | 1990 | 2000 | 2005 | 2008 | 2011 | 2012 | 2013 |
| Einwohner | 868  | 2540 | 3149 | 3853 | 3954 | 4559 | 3988 | 3714 | 2555 | 5734 | 5635 | 5575 | 5429 | 5316 | 5320 |

## Ortschaft Tharandt

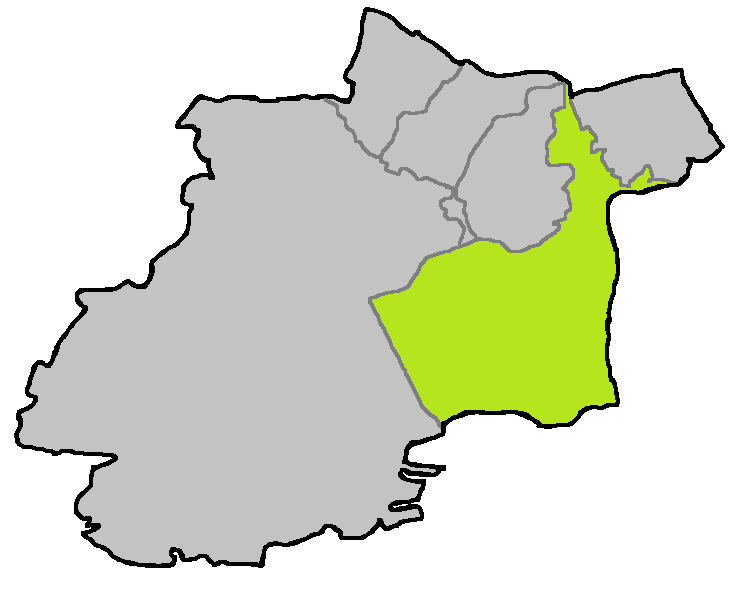
Lage der Gemarkung Tharandt in der Stadt

Die Siedlung Tharandt ist eine Ortschaft und ein Ortsteil der Stadt und liegt auf der gleichnamigen Gemarkung sowie einem Teil der Gemarkung Großopitz. Auf der Gemarkung Tharandt, die auch das ehemalige Lehrforstrevier Tharandt im Tharandter Wald umfasst, befindet sich die Wüstung Warnsdorf. In Tharandt münden der Todbach, der Amtsdellenbach und der Zeisigbach in den Schloitzbach, und dieser wiederum in die Wilde Weißeritz.
Die Gemarkung Tharandt erstreckt sich im Süden bis zur Siedlung Edle Krone. Der dortige Eisenbahntunnel liegt weit überwiegend auf Tharandter Flur.

### Geschichte

Wappen der Stadt Tharandt bis 1999, seitdem Wappen der Ortschaft Tharandt, mit der Burgruine Tharandt, als Namensgeber der Stadt, und dem Granatapfel als Symbol für die ursprüngliche Bezeichnung der Siedlung als Granaten

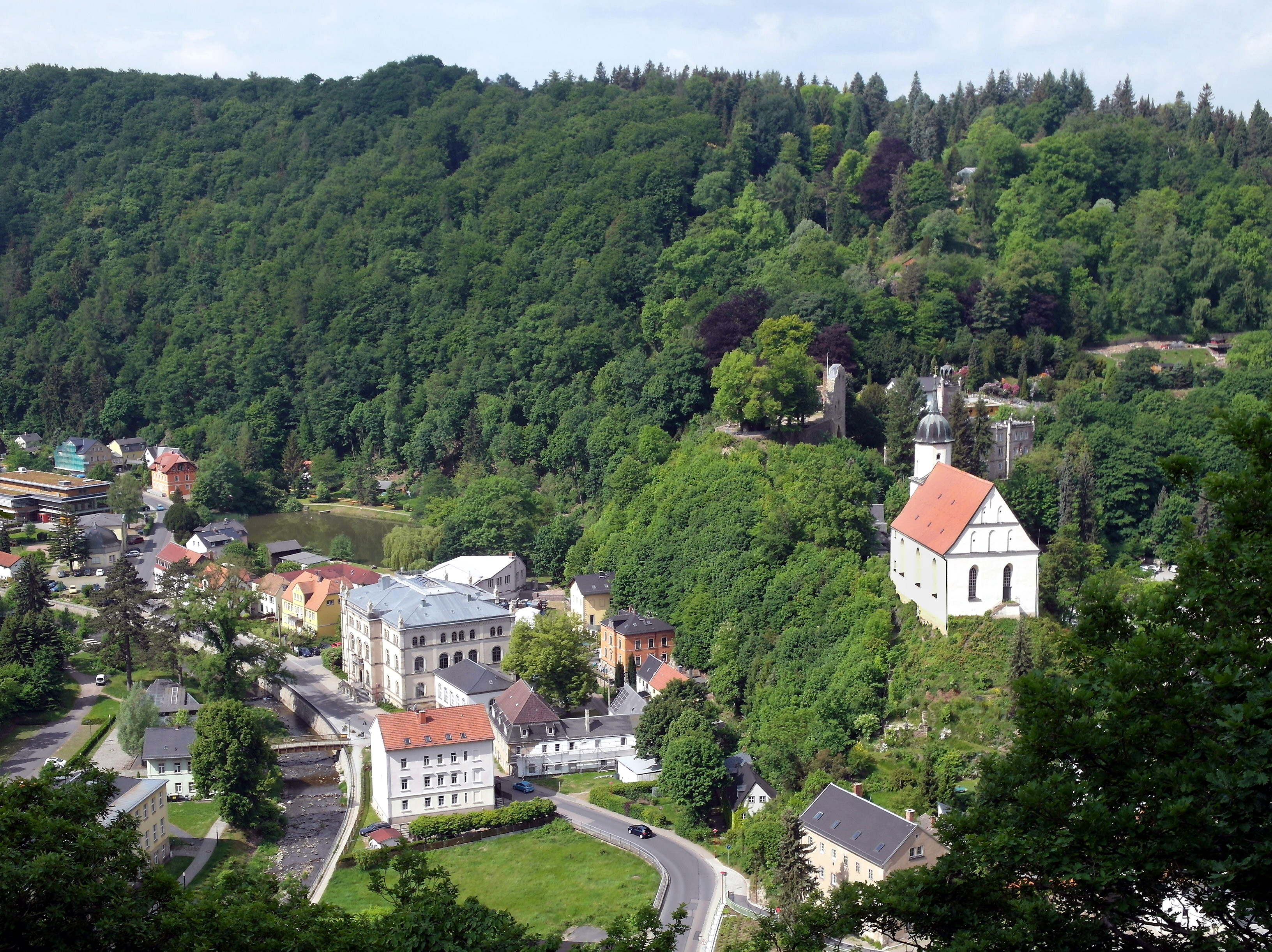
Tharandt, Sicht von Norden

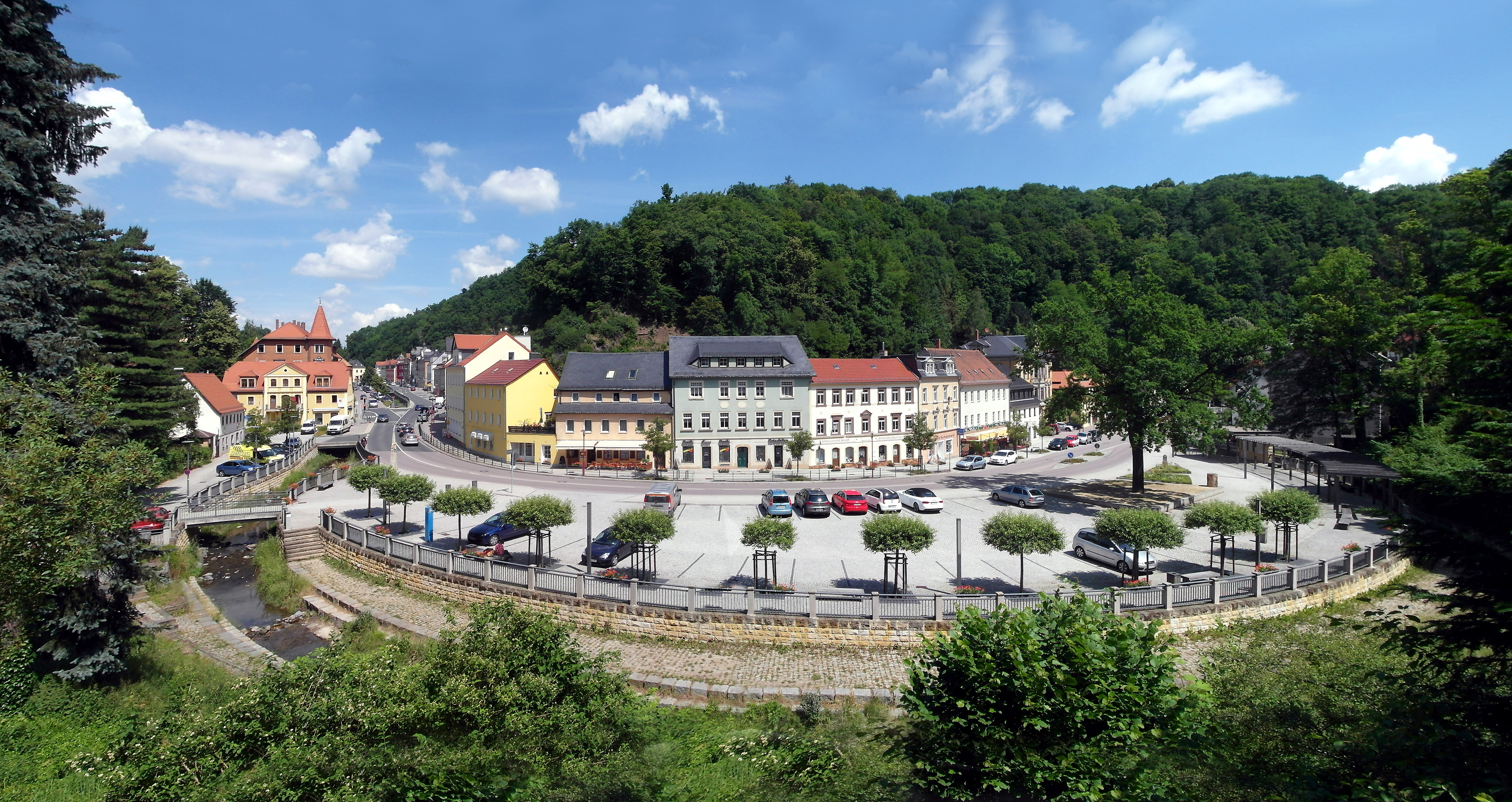
Tharandt, Blick vom Burgberg

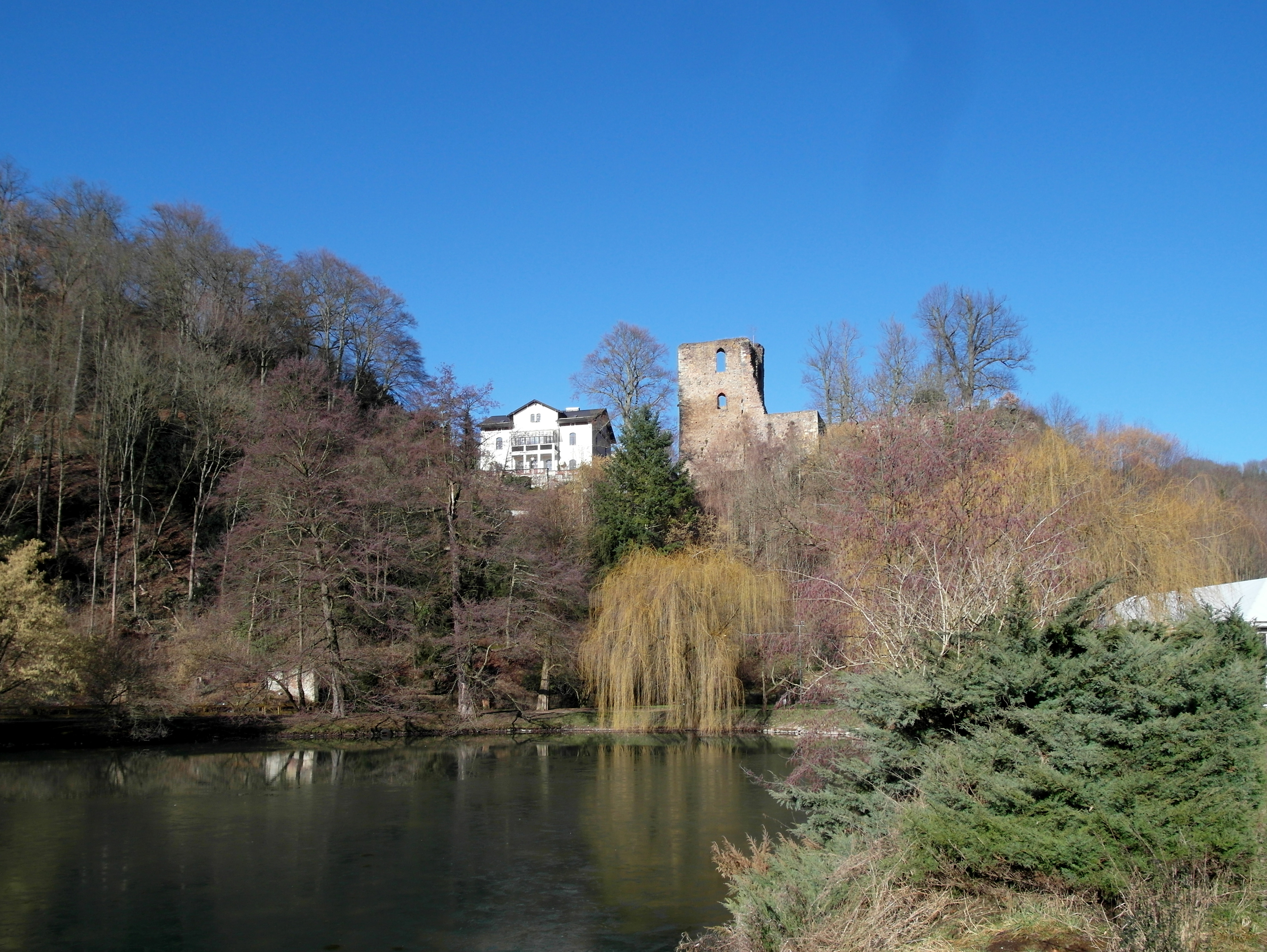
Tharandt, Blick über den Schlossteich zur Burgruine

Tharandt wurde erstmals indirekt in einer Urkunde vom 21. Januar 1216 erwähnt, in der ein markgräflich-meißnischer Vasall namens Boriwo de Tharant, benannt nach der dortigen Wehranlage, als Zeuge erscheint. Dieser Mann entstammte wohl der wettinischen Döbelner Burgmannschaft und nahm im damaligen Herrschaftsgefüge offensichtlich einen recht prominenten Platz ein. Jedenfalls ist er dann bis 1242 noch weitere fünf Mal nachweisbar. Ein Verwandter nannte sich 1242 nach Lauenstein. Die erste Burg Tharandt hatte Markgraf Dietrich der Bedrängte offensichtlich errichten lassen, um den Siedelzug der Burggrafen von Dohna im Weißeritz- und Müglitzgebiet zurückzudrängen. In diesen Zusammenhang gehört offensichtlich auch die Gründung (bzw. ein Umbau) der Burg Lauenstein um 1240.
Der Nachfolgebau der Tharandter Burg, vermutlich ein Werk aus dem Umfeld des Arnold von Westfalen, war Witwensitz der Herzogin Sidonie (Zděnka; † 1510). Nach einer schweren Zerstörung durch Blitzschlag im 16. Jahrhundert gab Kurfürst August die Burg zum Abbruch für die Bürger der Siedlung am Fuße der Berg frei. Sie ist seitdem Besitz der Kommune.
Besonders während der frühen Neuzeit wurde für die Stadt der Name Granaten (gelegentlich: [Amts-]Städtlein Granaten unterm Tharandt) verwendet, wobei jedoch in den schriftlichen Quellen, zum Beispiel Steuerverzeichnissen dieses Zeitraumes der Stadtname 'Tharandt’ niemals gänzlich verschwand.
1609 erweiterte Kurfürst Christian II. (Sachsen) die mindestens bereits seit der Mitte des 16. Jahrhunderts vorhandene Stadtgerechtsame, die sich unmissverständlich beispielsweise im Vorhandensein einer Ratsverfassung äußerte, durch Verleihung des Rechtes, ein Stadtsiegel führen und einen Jahrmarkt abhalten zu dürfen.
Tharandt war bis 1568 und ab 1827 Sitz des Amtes Grillenburg-Tharandt. Das Gerichtsamt Tharandt wurde 1856 gebildet und unterstand zunächst dem Bezirksgericht Dresden und ab 1871 dem Bezirksgericht Freiberg. 1879 wurde das Gerichtsamt Tharandt aufgelöst und das Amtsgericht Tharandt neu gebildet. In dessen ehem. Gebäude befindet sich heute die Grundschule.
Ende des 18. Jahrhunderts, mit der Zeit der Empfindsamkeit, setzte langsam der Tourismus ein. Amtschirurg Johann Gottfried Butter entdeckte 1792 zwei Mineralquellen, die Sidonien- und Heinrichs-Quelle, so dass eine kurze Blütezeit als Badeort mit einer direkten Straßenverbindung, u. a. für den Badewagen, durch den Plaunschen Grund nach Dresden einsetzte. Im Badetal entstand zwischen den Quellen 1805 das Stadtbad-Hotel nach Entwürfen von Gottlob Friedrich Thormeyer. Zudem wurden an den Talhängen ab 1796 zahlreiche Wanderwege mit Aussichtspunkten, Schutzhütten und Gedenksteinen, u. a. unter Leitung des Dresdner Hof- und Justizrates und Heilsberger Freiherrn Gottfried Ferdinand von Lindemann (1744–1804), als Heilige Hallen angelegt. Friedrich Schiller (Gedenktafel am Gasthaus Schillereck am Markt), Johann Wolfgang von Goethe (Gedenktafel am ehem. Stadtbad-Hotel, eingelagert), Heinrich von Kleist und andere Berühmtheiten weilten dort, und die romantische Burgruine Tharandt wurde das meistgezeichnete Motiv dieser Epoche.
Mit der privaten Forstlehranstalt, die Heinrich Cotta mit seiner Anstellung bei der sächsischen Forstvermessungsanstalt im Jahr 1811 von Zillbach in Thüringen nach Tharandt mitbrachte, wurde Tharandt zur Gelehrten- und Studentenstadt. Bäcker und Fleischer, Schneider und Schuhmacher, nicht zuletzt die Wirte profitierten von dieser Entwicklung. Auch Studentenverbindungen entstanden in Tharandt, vor allem akademische Jagdkorporationen. 1816 wurde die Lehranstalt zur Königlich-sächsischen Forstakademie erhoben und zwischen 1929 und 1941 als Forstliche Hochschule Tharandt in die Technische Hochschule Dresden integriert.
Nach der Verlegung der bisher über die Poststation in Herzogswalde führenden Postkutschenlinie Dresden – Freiberg (– Nürnberg) ab 1832/33 zur neuen Poststation in Tharandt (heute unter anderem Ärztehaus) an der 1826–28 ausgebauten Dresden-Freiberger Chaussee erfolgte 1855 der Bahnanschluss durch die private Albertsbahn AG nach Dresden, deren Strecke 1862 nach Freiberg weitergeführt wurde und nun Bestandteil der Sachsen-Franken-Magistrale ist.
Der Besitzer der Schlossmühle, Friedrich Ernst Schmieder, nutzte die Wasserkraft der Wilden Weißeritz, und produzierte seit 1893 mit zwei Gleichstrom-Dynamo-Maschinen von Siemens & Halske je neun Kilowatt Strom mit einer Spannung von 110 Volt. Vier oberschlächtige Wasserräder trieben die Dynamos mit einer Drehzahl von 1300/min an, wofür eine mehrmalige Zahnrad- und Riemenübersetzung notwendig war. Da die Talsperre Klingenberg noch nicht existierte, musste die bei Niedrigwasser und Vereisung ausfallende Wasserkraft ersetzt werden. Schmieder, der auch Maschinenfabrikant war, behalf sich mit einer Akkumulatorenbatterie mit 65 Elementen für 112 Ah und einem Petroleummotor, der häufig ausfiel. Den Strom erhielten die angeschlossenen Häuser in der Nachbarschaft und die Stadt Tharandt für die Straßenbeleuchtung. Die Freileitungen bestanden aus blanken Kupferdrähten und mussten auf Betreiben der Aufsichtsbehörden zur Isolierung mit Juteband umwickelt und mehrfach mit Teer bestrichen werden.
Das Stromnetz von Friedrich Ernst Schmieder war, nach der Licht- und Kraftanlage der Brüder Karl und Wilhelm Einhorn in Olbernhau, das zweite seiner Art in Sachsen und das erste, das der Gesamtbewohnerschaft zur Verfügung stand.
Am 12. Juli 1912 eröffnete die Kraftomnibuslinie Tharandt – Kurort Hartha des sächsischen Automobilpioniers Emil Nacke (1843–1933), welche einen seit mindestens 1903 fahrplanmäßig verkehrenden Pferdeomnibus des Harthaer Fuhrunternehmers Hugo Opitz ablöste. Nach mehrmals wechselnder Trägerschaft sowie zeitweiser Verlängerung, über Spechtshausen und Pohrsdorf bis Fördergersdorf, besteht sie heute noch als Linie 345.
In der DDR-Zeit war die Stadt ein Zentrum der Umweltschutzbewegung im späteren Umweltbildungshaus Johannishöhe.
Während der Jahrhundertflut 2002 wurden vier Häuser im rechts der Burg gelegenen Weißeritztal zerstört und die Bibliothek der Forstfakultät beschädigt.

### Städtepartnerschaften
Partnerstadt der Ortschaft Tharandt ist seit 1990 Blaubeuren.
Eine neu aktivierte Partnerschaft bestand seit 1963 mit Piennes in Frankreich.
2013 wurden Partnerschaftsverträge der Stadt Tharandt mit Cheb (Eger) und Poděbrady (Podiebrad) in Tschechien geschlossen.

### Gedenkstätten
Ein Gedenkstein aus dem Jahr 1952 auf dem Ortsfriedhof erinnert an sieben vorwiegend französische KZ-Häftlinge der Todesmärsche nach Annaberg-Buchholz bzw. in das KZ Theresienstadt aus den Außenlagern Neustaßfurt und Markkleeberg des KZ Buchenwald, die während des Aufenthaltes in Kurort Hartha (20.–22. April 1945) von SS-Männern ermordet wurden bzw. in Tharandt (23. April bis 9. Mai 1945) verstarben. Sie wurden zunächst auf dem Friedhof in Fördergersdorf und im Stadtpark Tharandt beigesetzt und später, zusammen mit gefallenen Soldaten aus der Region, in das jetzige Massengrab umgebettet. Daneben erläutert seit 1992 eine Tafel mit französischem Text den Hergang.

### Kultur und Sehenswürdigkeiten

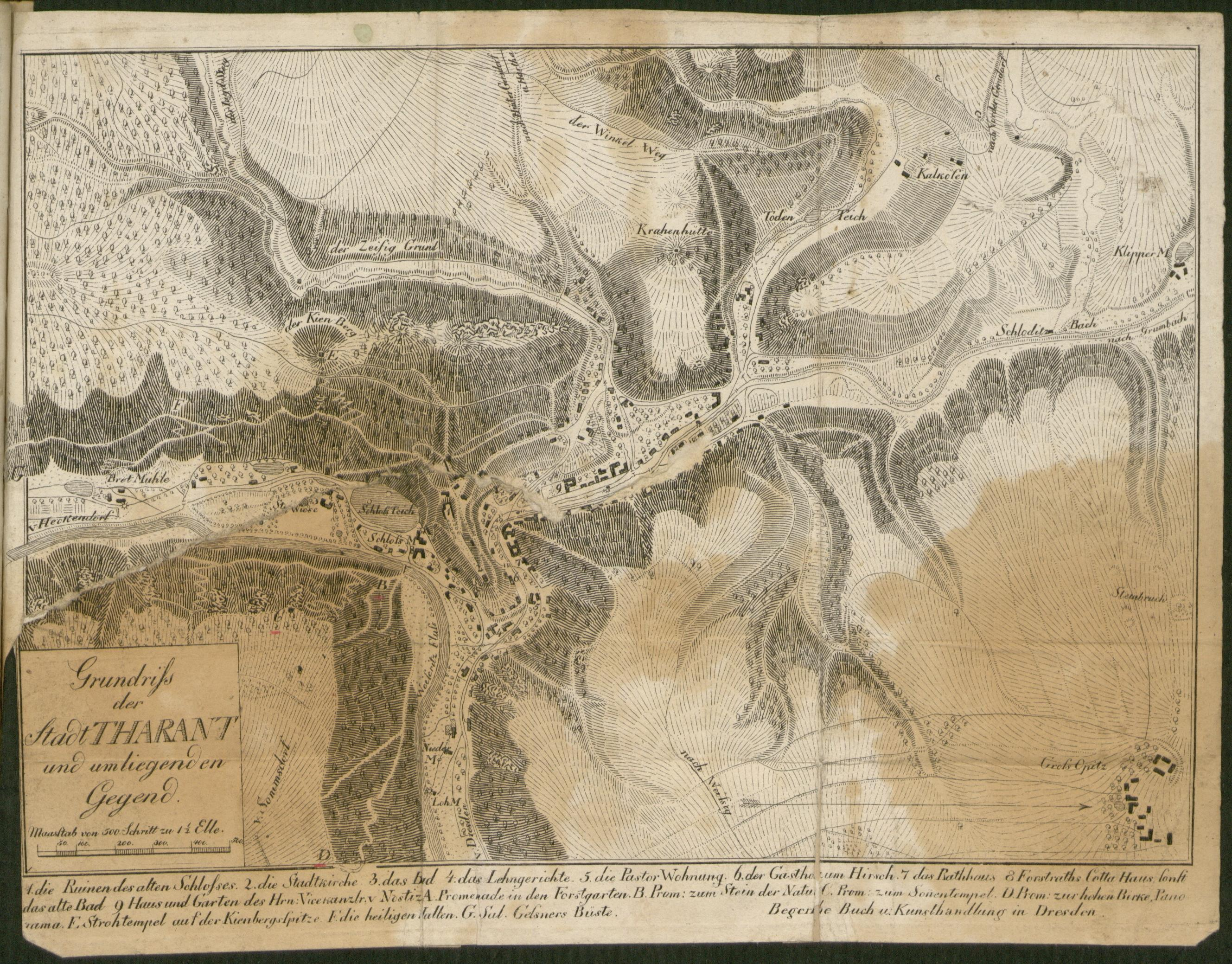
Plan von Tharandt 1812
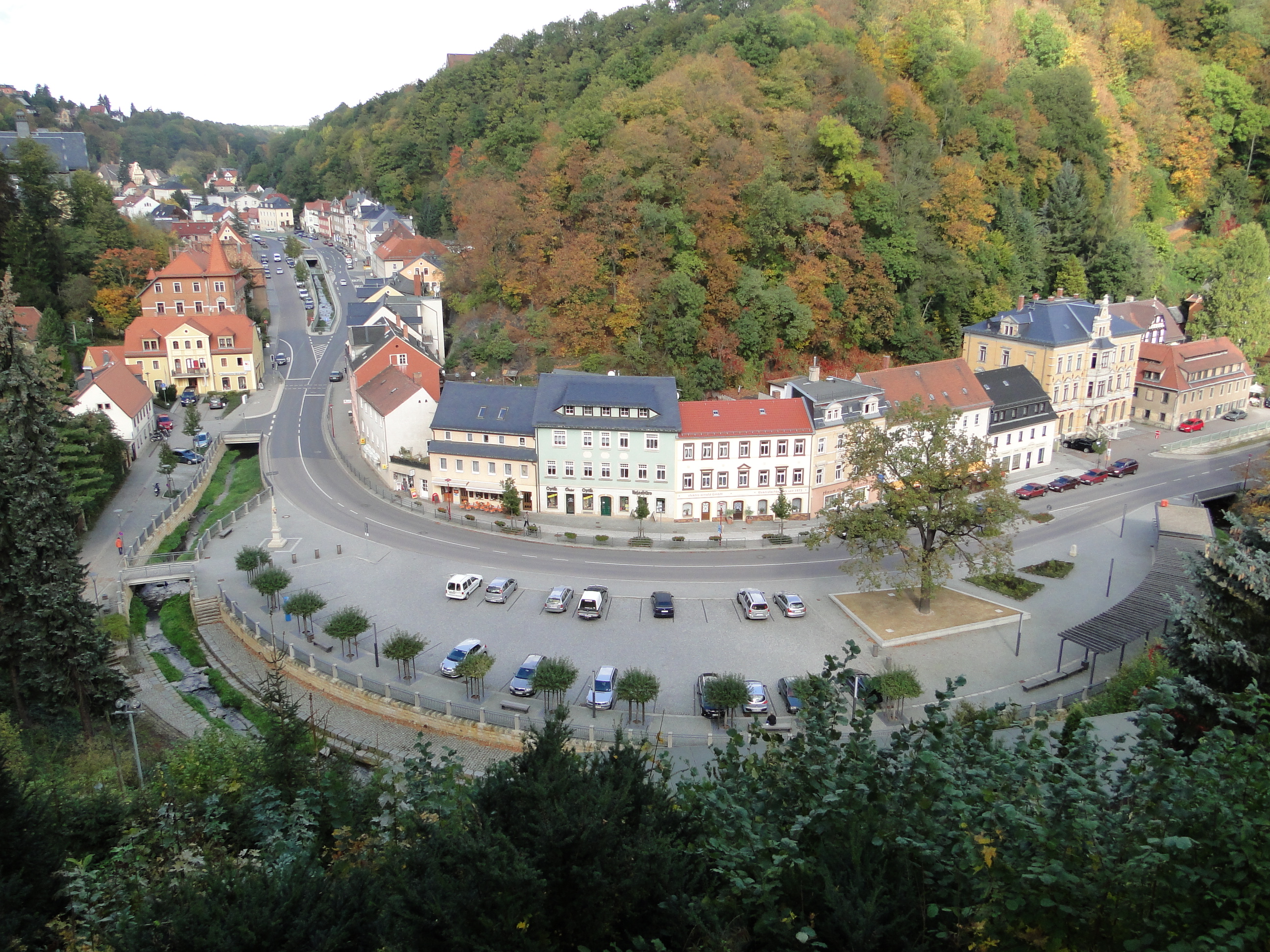
Blick von der Burg Tharandt ins Schloitzbachtal zum Markt
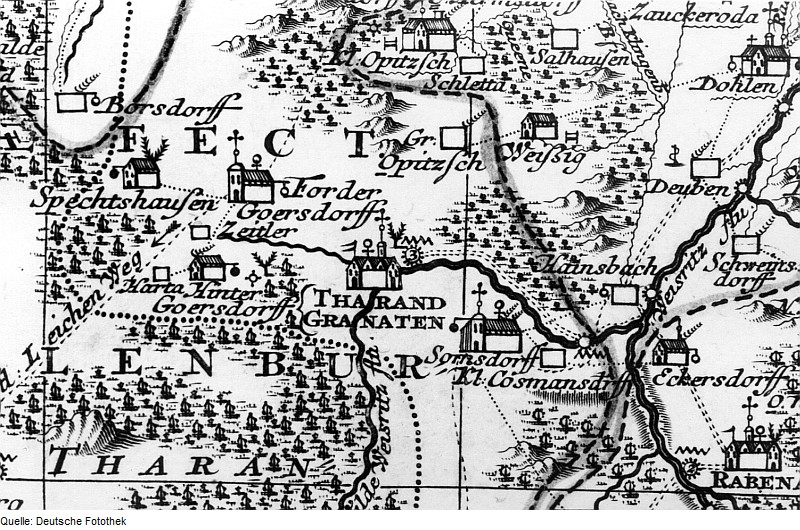
Tharand bzw. Granaten und die heutigen Ortsteile auf einer Karte aus dem 18. Jahrhundert
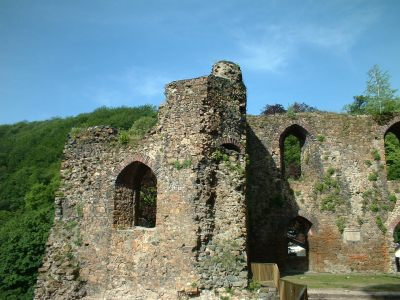
Ruine der Oberburg
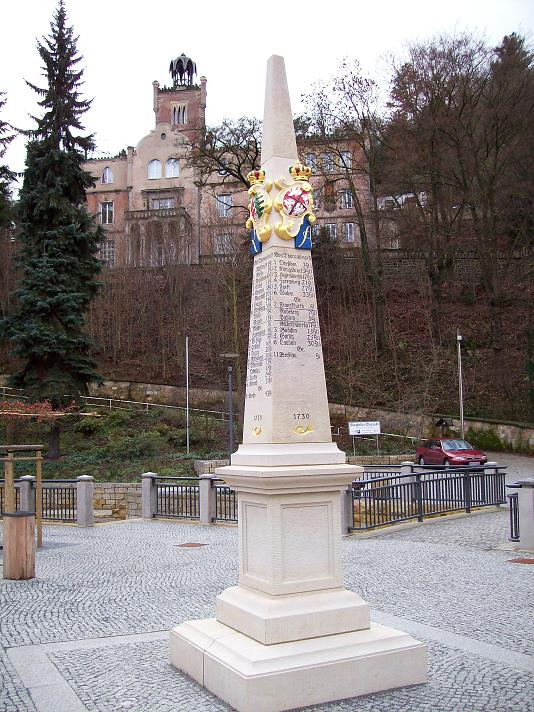
Schloss und Postmeilensäule
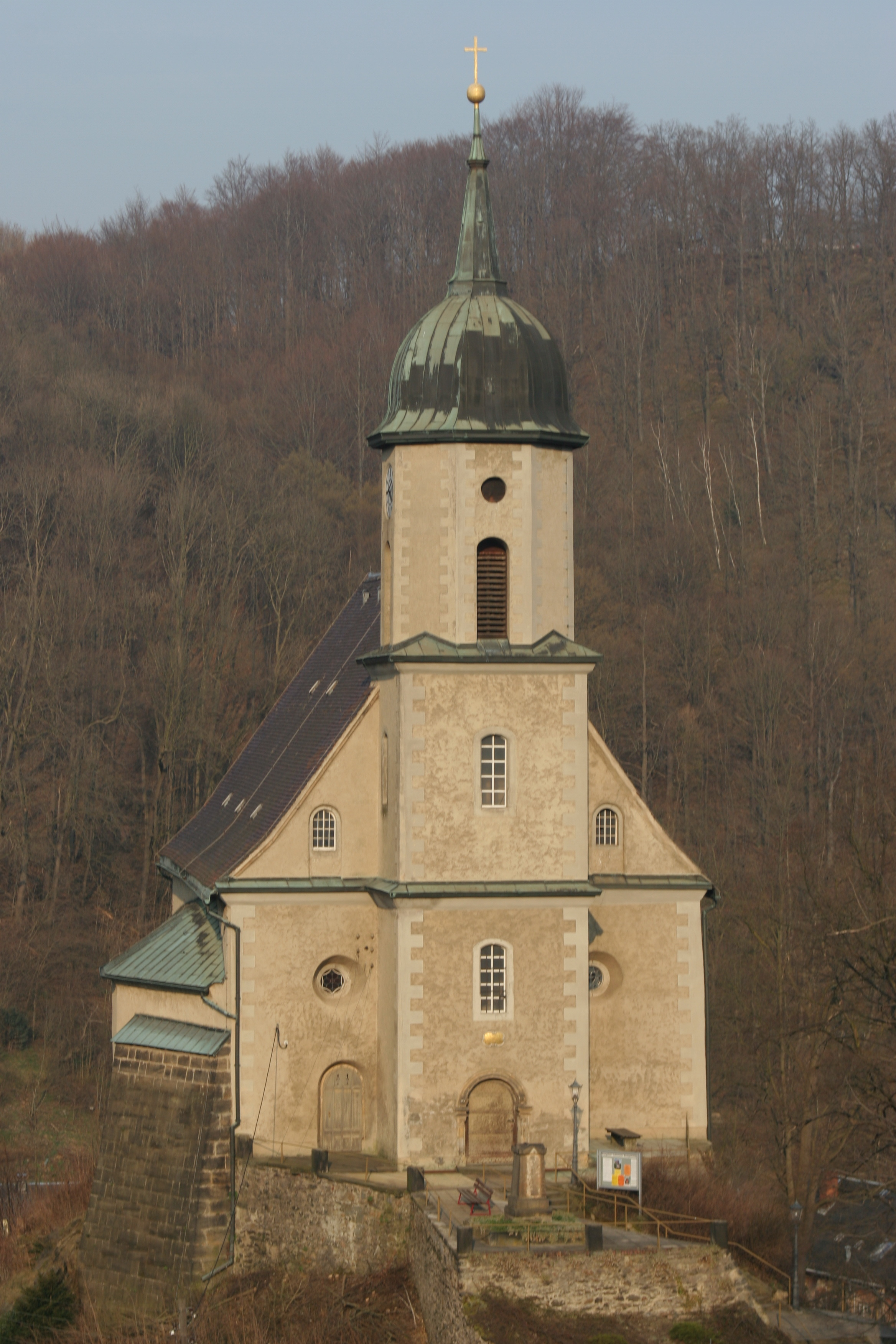
Stadt- und Bergkirche Zum Heiligen Kreuz
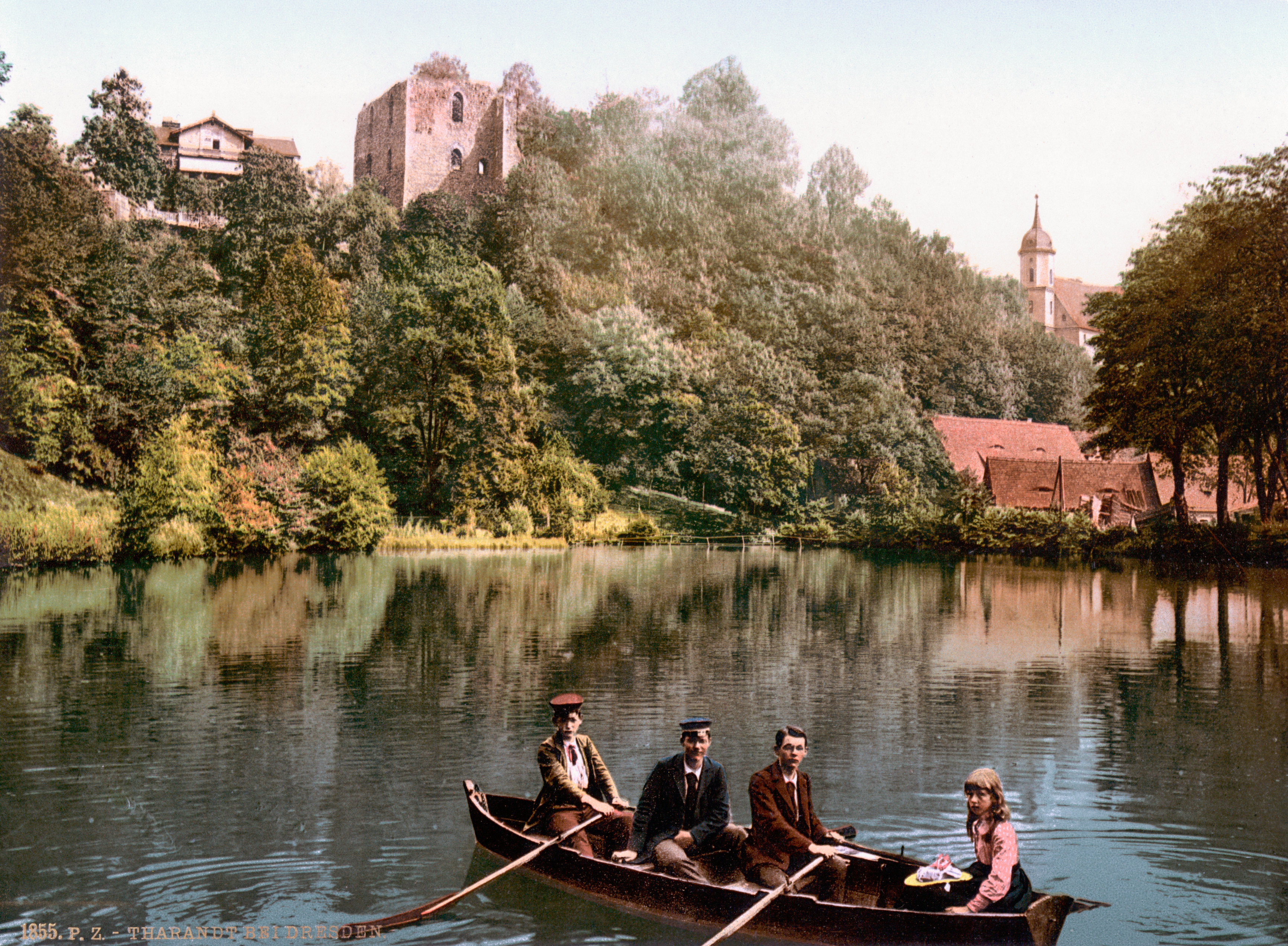
Schlossteich mit Burgruine und Kirche, um 1900

- Burgruine mit Stadt- und Bergkirche zum Heiligen Kreuz
- Stadtschloss am Markt
- Kursächsische Postmeilensäule von 1730 als Nachbildung von 2006 mit Originalwappen am Markt und erste Replik von 1964 als Postmeistersäule in Grillenburg
- Königlich-sächsische Meilensteine am Markt und an der Kreuzung Talmühlenstraße / Roßmäßlerstraße / Wilsdruffer Straße / Opitzer Weg
- Ehemalige königlich-sächsische Poststation (später Rathaus, heute: Ärztehaus)
- Altbau der Forstakademie an der Pienner Straße, entstanden 1847–1849 nach Entwurf von Oberlandbaumeister Karl Moritz Haenel
- Ehemaliges Sanatorium Sanitas (heute: Rathaus)
- Friedhofskapelle (1908) und Grabmal der Familie Eger (1910) auf dem Ortsfriedhof nach Entwürfen von Rudolf Kolbe
- Forstbotanischer Garten mit Erweiterung ForstPark in Kurort Hartha
- Cottas Grab am Mauerhammerweg und Cottahaus an der Pienner Straße
- Meilerplatz im Breiten Grund
- Wasserkraftwerk am Breiten Grund
- Sekundenweg Tharandt–Spechtshausen
- Geologisches Freilichtmuseum und Geologischer Wanderweg zwischen Mohorn-Grund und Tharandt
- Steilste Normalspurbahnstrecke Ostdeutschlands (maximal 1:40 bis 1:39, ohne Zahnrad) zwischen Tharandt und Klingenberg als Teil der Sachsen-Franken-Magistrale
- Nach dem Hochwasser 2002 restauriertes Bahnwärterhäuschen mit Café
- Landschaftsschutzgebiet Tharandter Wald – schönster Wald Sachsens, der u. a. einen Geopark von nationaler Bedeutung darstellt

### Naturschutz
- Siehe auch: Liste der Naturdenkmale in Tharandt

### Bildung
In Tharandt befindet sich eine Grundschule, eine weitere in Kurort Hartha. Auf dem Schulberg wurde 1910 ein Schulgebäude errichtet, welches seit 2006 als ein evangelisches Gymnasium betrieben wird.
Überdies unterhält die Technische Universität Dresden die Fachrichtung Forstwissenschaften in Tharandt (früher: Forstliche Hochschule Tharandt).

### Verkehr

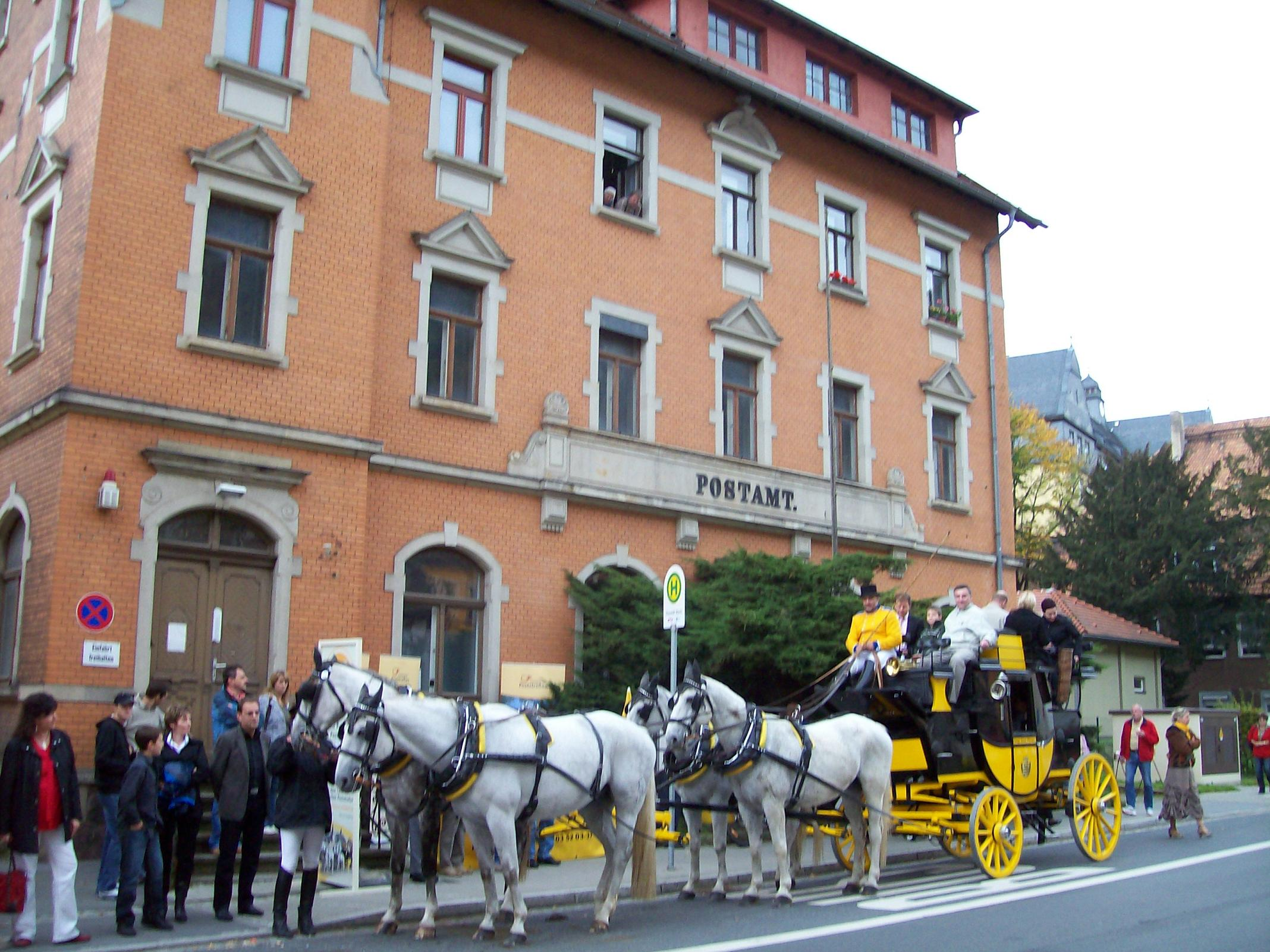
Postkutsche am Postamt

#### Straßenverkehr

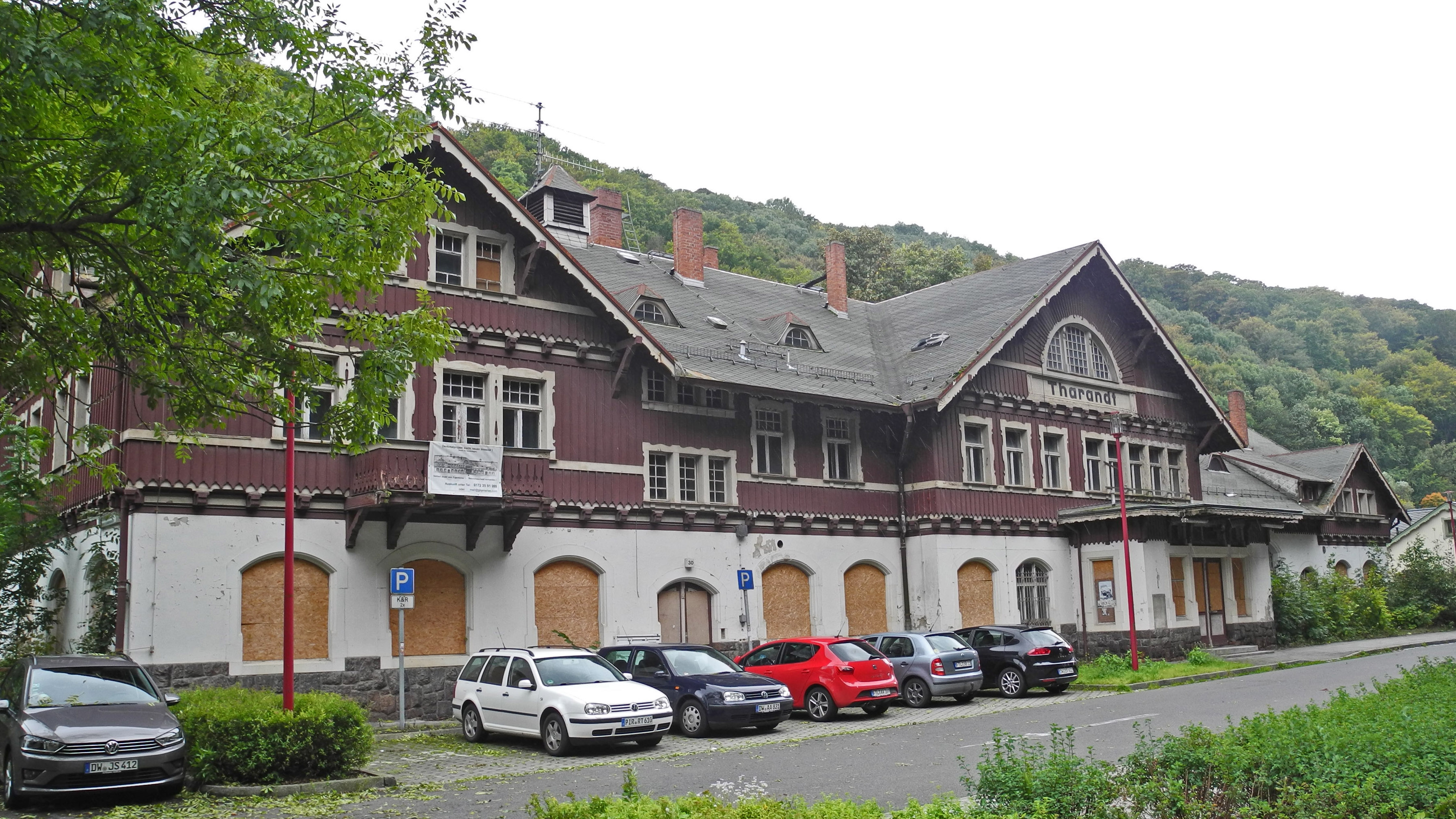
Der Bahnhof Tharandt

Durch Tharandt verlaufen die Staatsstraßen S192 und S194, bei Grillenburg trifft die S189 von Klingenberg auf die S194. Über die S 192 und S194 kann die Bundesstraße 173, die im Nordwesten um die Gemeindegrenzen herumführt, erreicht werden. Die nächstgelegenen Autobahnen sind die Bundesautobahnen 4 (AS Wilsdruff, 10 km) und 17 (AS Dresden-Gorbitz, 9 km).

#### Öffentlicher Verkehr
Über den Bahnhof Tharandt ist der Ort sowohl an das Netz der S-Bahn Dresden, als auch an überregionale Ziele wie Dresden, Chemnitz, Zwickau und Hof angebunden. Weiterhin bestehen hier Verbindungen nach Freital, Dippoldiswalde oder Kurort Hartha.
Tharandt liegt im Verkehrsgebiet des Verkehrsverbunds Oberelbe (VVO) und gehört zur Tarifzone Freital (Zone 61).
| Linie | Verlauf                                                                                               | Fahrzeit | Takt Tagesverkehr Mo–Fr |
| ----- | --- | -------- | ----------------------- |
| S 3   | Dresden Hbf. – [...] – Tharandt – [...] – Freiberg                                                    | 45 min   | 60 min                  |
| RB 30 | Dresden Hbf. – [...] – Tharandt – [...] – Freiberg – [...] – Chemnitz – [...] – Zwickau               | 136 min  | 60 min                  |
| RE 3  | Dresden Hbf. – [...] – Tharandt – [...] – Freiberg – [...] – Chemnitz – [...] – Zwickau – [...] – Hof | 162 min  | 60 min                  |

(Stand: 12. Dezember 2021)
| Linie | Verlauf | Fahrzeit | Takt Tagesverkehr Mo–Fr      |
| ----- | --- | -------- | ---------------------------- |
| D     | Bannewitz Windbergstraße – [...] – Busbahnhof Deuben – [...] – Weißig Wendeplatz – Großopitz Abzweig Großopitz – Kleinopitz Weißiger Straße – Kleinopitz Kreuzstraße – Kleinopitz Wendeplatz – [...] – Oberhermsdorf Schule | 45 min   | 60 min                       |
| 337   | Kesselsdorf Unkersdorfer Straße → [...] – Oberhermsdorf Schule → Oberhermsdorf Kreuzung → Kleinopitz Weißiger Straße → Großopitz Abzweig Großopitz → Weißig Wendeplatz → [...] → Zauckerode Ambulatorium | 34 min   | einzelne Fahrt               |
| 343   | Tharandt Bahnhof – Dresdner Straße – [Ärztehaus – Markt] – Pienner Straße – Herberge – Edle Krone Tharandter Straße – [Edle Krone Bahnhof] – Edle Krone Brücke – [...] – Dorfhain Wendeplatz – [...] – Klingenberg Bahnhof | 25 min   | Ungetaktet                   |
| 344   | Freital Busbahnhof Deuben – [...] – Tharandt Bahnhof – Dresdner Straße – Ärztehaus – Talmühlenstraße – Siedlung – [...] – Grumbach Wendeplatz – [...] – Wilsdruff Markt | 31 min   | Einzelfahrten Schülerverkehr |
| 345   | [(Vereinzelte Fahrten) Freital Busbahnhof Deuben –] Tharandt Bahnhof – Dresdner Straße – Ärztehaus – Talmühlenstraße – Siedlung – Tharandt Fördergersdorfer Straße – Kurort Hartha Talmühle – Buchenweg – Kirchners Gaststätte – Abzweig Spechtshausen – Kurplatz – Lindenhof – Waldhäuser – Kurort Hartha Zeisigweg | 24 min   | 30 min                       |
| 363   | [(Vereinzelte Fahrten) Freital Busbahnhof Deuben –] Tharandt Bahnhof – Dresdner Straße – Ärztehaus – Talmühlenstraße – Tharandt Siedlung – Fördergersdorf Niederdorf – Gasthof – Fördergersdorf Abzweig Spechtshausen – Pohrsdorf Gemeindeamt – Wendeplatz – Gemeindeamt – Abzweig Fördergersdorf – Pohrsdorf Sonnenlehre – Spechtshausen Gasthof – Spechtshausen Forstamt – Kurort Hartha Genesungsheim – Kurort Hartha Kurplatz | 30 min   | Ungetaktet                   |
| 382   | Dippoldiswalde Am Gymnasium – [...] – Dippoldiswalde Busbahnhof – [...] – Ruppendorf Wendeplatz – [...] – Edle Krone Brücke – Edle Krone Bahnhofstraße – Bahnhof – Edle Krone Tharandter Straße – Tharandt Herberge – Pienner Straße – Dresdner Straße – Tharandt Bahnhof | 40 min   | Ungetaktet                   |

(Stand: 13. Dezember 2020)

#### Flugverkehr
Der nächstgelegene Flughafen ist der Flughafen Dresden in etwa 22 km Entfernung.

## Tharandt in der Kunst
Tharandt ist Schauplatz der Operette Waldmeister von Gustav Davis (Libretto) und Johann Strauss Sohn, die am 4. Dezember 1895 im Theater an der Wien uraufgeführt wurde. Tharandt ist der einzige deutsche Schauplatz in einer Operette von Johann Strauss (Sohn).

## Persönlichkeiten

### Söhne der Stadt
- Wolf Friedrich Ottomar von Baudissin (1812–1887), königlich dänischer Gerichtsoffizier, kaiserlicher deutscher Postdirektor und Schriftsteller
- Robert Bernhard (1862–1943), Forstwissenschaftler
- Hermann Beyer (1850–1929), Schriftsteller
- Hermann Krutzsch (1819–1896), Geologe, Mineraloge
- Emil Richard August von Oehlschlägel (* 23. Mai 1834; † 16. Mai 1895 in Oberlangenau), MdL 1871–1894, konservativer Politiker, Vorsitzender des Landeskulturrats; Sohn des 1. Tharandter Postmeisters „Premier-Lieutenant und Adjutant“ Carl August von Oehlschlägel (1796–1859), Rittergutsbesitzer in Oberlangenau mit Grabmal am Evangelischen Gymnasium in Tharandt
- Karl Hermann Rudorf (1823–1880), Forstwissenschaftler
- Friedrich Maximilian Schober (1848–1914), MdL, konservativer Politiker
- Hans Schönbach (1910–1984), Forstingenieur und Hochschullehrer
- Carl Freiherr von Wagner (1843–1907), Bauingenieur in den USA und Mexiko
- Otto Wienhaus (* 1937), Forstingenieur und Chemiker, seit 1990 Stadtrat und 2006-14 Ortsvorsteher in Tharandt
- Hans Würzner (1927–2009), Germanist

### Persönlichkeiten mit Verbindung zur Stadt

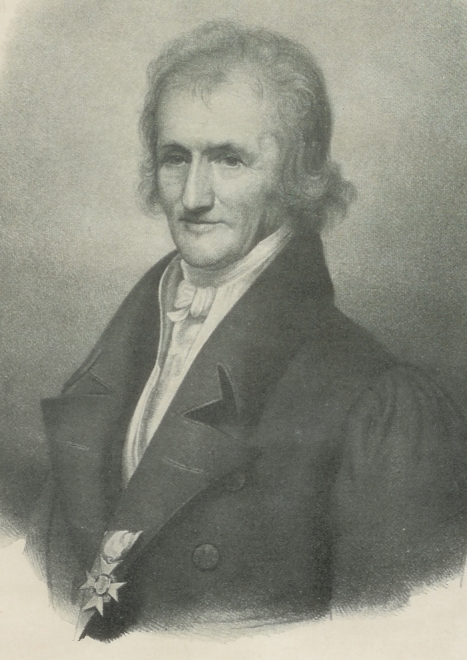
Heinrich Cotta 1833

- Gregor Heimburg († August 1472 in Tharandt), Humanist und Staatsmann
- Sidonie von Böhmen (* 14. November 1449 Poděbrady (Podiebrad); † 1. Februar 1510 in Tharandt), Herzogin von Sachsen, Gemahlin des Herzogs Albrecht der Beherzte (u. a. ehem. Sidonienquelle bzw. -straße und heutige Sidonienapotheke in Tharandt)
- Johann Wolfgang von Goethe (* 28. August 1749 in Frankfurt am Main; † 22. März 1832 in Weimar), Dichter; weilte ab 1813 mehrfach zu Besuch bei Heinrich Cotta und wohnte im Stadtbad-Hotel (heute: Standort Neubau Mensa und Bibliothek Rossmäßler-Bau der TU Dresden, Fachrichtung Forstwissenschaften, Gedenktafel)
- Johann Christoph Friedrich von Schiller (* 10. November 1759 in Marbach am Neckar; † 9. Mai 1805 in Weimar), Dichter; weilte vom 17. April bis 21. Mai 1787 im Gasthof zum Hirsch (heute: Schillereck mit Gedenktafel) und vollendete seinen Don Carlos. (Schillerstraße in Tharandt und F.-v.-Schiller-Straße im Kurort Hartha)
- Christian Friedrich Traugott Voigt (1770–1814), Theologe, Dichter, Sachbuchautor und Übersetzer, wirkte von 1799 bis 1813 als Pastor in Tharandt
- Heinrich Cotta (1763–1844), Forstwissenschaftler, lebte seit 1811 in Tharandt und war dort Direktor der Königlich-Sächsischen Forstakademie.
- Emil Adolf Roßmäßler (* 3. März 1806 in Leipzig; † 8. April 1867 in Leipzig), Professor an der Forstakademie von 1830 bis 1849, populärwissenschaftlicher Autor[20]
- Friedrich August Karl Geyer (* 12. März 1853 in Großenhain; † 22. Januar 1937 in Tharandt), sächsischer Finanzminister (USPD), MdL, Redakteur
- Willi Heidenreich († 1967 in Berlin), Kopf einer Widerstandsgruppe im Dritten Reich, Förster in Tharandt
- Max Friedrich Kunze (* 10. Februar 1838 in Wildenthal; † 9. März 1921 in Tharandt), Mathematiker, Geodät
- Friedrich Christian Schlenkert (* 8. Februar 1757 in Dresden; † 16. Juni 1826 in Tharandt), Schriftsteller und Professor der deutschen Sprache an der örtlichen Forstakademie
- Samuel Joh. von Dannenberg (* 24. Juni 1784 in Wiburg; † 18. Dezember 1838 in Tharandt), Russ. Kais. General-Major beim General-Stabe, Ritter vieler hoher Orden, Grabmal mit deutscher und russischer Inschrift vormals im Stadtpark und heute auf dem Friedhof
- Hinrich Nitsche (* 14. Februar 1845 in Breslau; † 8. November 1902 in Tharandt), seit 1. Oktober 1876 erster Professor für Zoologie an der Königlich-Sächsischen Forstakademie.
- Emil Freiherr von Milkau (* 22. Oktober 1847; † 29. Mai 1916), Förderer des Kurwesens in der Stadt Tharandt, u. a. Sanatorium Sanitas von Dr. Haupt (heute: Rathaus) und Milkau-Villa (Nobbe-Bau der TU Dresden, derzeit Sächsische Landesstiftung Natur und Umwelt); Familiengruft auf dem Friedhof
- Arnold Edmund Streit (* 10. Mai 1867 Chemnitz; † 21. Juni 1940 in Dresden), Jurist, Geheimer Regierungsrat (1917), 1909–1917 Amtshauptmann der Amtshauptmannschaft Dresden-Altstadt, 1929–1932 Präsident des Sächsischen Oberverwaltungsgerichts in Dresden, Verfasser der sächsischen Gemeindeordnung von 1923, besuchte das Knabeninstitut des Kantors und Lehrers Heyne (heute: Heinrich-Cotta-Str. 11)
- Hans Friedrich Sachsse (* 25. Oktober 1890 in Zschopau; † 26. November 1986 in Tharandt), Forstwissenschaftler; bewahrte als Dekan die Forstwissenschaftliche Fakultät der TU Dresden in Tharandt nach dem Zweiten Weltkrieg vor der Schließung
- Hans-Joachim Perless (* 9. Februar 1925 in Chemnitz; † 5. Mai 2001 in Marburg), Maler. Von 1925 bis 1943 wohnhaft in Tharandt